# Гусаров, Иван Афанасьевич
Ива́н Афана́сьевич Гусаров (5 февраля 1934 — 8 февраля 2022) — советский и российский муниципальный деятель, первый Глава Старого Оскола и Старооскольского района. Почётный гражданин города.

## Биография
Родился 5 февраля 1934 года в деревне Умские Дворы, Фатежского района Курской области.
В 1952 г. окончил Курский электротехнический техникум. В 1953—1956 гг. служил в рядах Советской Армии.
Трудовую деятельность начал в 1957 году на горнорудных предприятии. Челябинской области. С 1974 года работал на Лебединском ГОКе. В 1981 году окончил Магнитогорский горно-металлургический институт. В 1985 году возглавил Старооскольский ремонтный завод горно-обогатительного оборудования.
В 1990—1992 гг. был председателем городского Совета народных депутатов. С 1992 по март 1996 года занимал должность главы администрации города Старый Оскол и Старооскольского района Белгородской области.
В 1996—2001 гг. работал в агропромышленной корпорации «ПромАгро» и «Столейнская Нива», с 2001 г. — генеральный директор ассоциации «Промстройиндустрия». Возглавлял попечительский совет Старооскольского района по восстановлению храмов.
Утвержден членом Общественной палаты Старооскольского городского округа III созыва решением Совета депутатов Старооскольского городского округа № 548 от 04.05.2017 г. Избран заместителем председателя Общественной палаты Старооскольского городского округа III созыва по общим вопросам решением № 1 от 07.07.2017 г.
8 февраля 2022 года скончался после заражения коронавирусной инфекцией.

## Семья
- Жена Зинаида

## Награды
Отмечен многими государственными наградами СССР и Российской Федерации. В их числе:
- лауреат премии Совета Министров СССР
- орден «Трудового Красного Знамени»
- орден «Дружбы народов»
- орден «Знак Почета»
- медаль «За доблестный труд» в ознаменование 100-летия со дня рождения В. И. Ленина
- медаль «Ветеран труда»
- знак «Шахтёрская Слава» I степени
- медаль «Прохоровское поле» — третье ратное поле России I степени (от 30.01.2004)

## Примечание
1. ↑  Гусаров Иван Афанасьевич. oskolregion.ru. Дата обращения: 15 февраля 2019. Архивировано 23 февраля 2019 года.
2. ↑  Общественная палата Старооскольского городского округа » Гусаров Иван Афанасьевич. Дата обращения: 15 февраля 2019. Архивировано 16 февраля 2019 года.
3. ↑  Первый глава Старого Оскола скончался 8 февраля. Оскольский край.ру (9 февраля 2022). Дата обращения: 9 февраля 2022. Архивировано 9 февраля 2022 года.